# Brockweir
Brockweir, conosciuto anche come Brooks-Weir è un villaggio contea inglese del Gloucestershire (Inghilterra sud-occidentale), situato nella Foresta di Dean e posto esattamente lungo il confine con il Galles, confine segnato dal corso del fiume Wye. Dal punto di vista amministrativo, fa parte del distretto di Forest of Dean e della parrocchia civile di Hewelsfield and Brockweir.

## Geografia fisica

### Collocazione
Brockweir si trova nelle vicinanze della località gallese di Tintern, a sud-ovest di Hewelsfield e a circa 6 miglia a nord della cittadina gallese di Chepstow.

## Storia
Nel XIX secolo, il villaggio divenne una fiorente località portuale: i prodotti locali erano un tempo trasportati via nave fino a Bristol e il porto del villaggio era solcato da velieri che potevano raggiungere anche le 90 tonnellate. L'ultima nave a transitare sul villaggio fu la Belle Marie (costruita nel 1860), che garantì questo servizio tra il 1898 e il 1912.
A partire dal 1833 si insediò nel villaggio una comunità di origine morava, che eresse una cappella/chiesa in loco.

## Edifici e luoghi d'interesse
Tra gli edifici d'interesse, figura una cappella morava eretta nel 1833 e che presenta finestra in stile gotico e vetrate in stile Art Nouveau.
|  |

Altri edifici d'interesse sono la Old Malt House e la Quay House.

## Infrastrutture e trasporti
Un ponte in ferro costruito tra il 1904 e il 1906 ha consentito il collegamento del villaggio con l'altra sponda del fiume Wye, in precedenza garantito soltanto da un traghetto.

## Brockweir nella cultura di massa

### Letteratura
Il villaggio è spesso citato dalla scrittrice Flora Klickman, che possedeva un cottage in loco.